# Tamerville
Tamerville es una comuna francesa situada en el departamento de La Mancha, en la región de Normandía.

## Demografía
| 564 | 530 | 478 | 479 | 553 | 577 | 688 |
| Para los censos de 1962 a 1999 la población legal corresponde a la población sin duplicidades (Fuente: INSEE [Consultar]) |     |     |     |     |     |     |